# Dimensione Oscura (Marvel Comics)
La Dimensione Oscura (Dark Dimension) è una dimensione parallela immaginaria del multiverso dei fumetti Marvel Comics, apparsa per la prima volta nel novembre 1964 su Strange Tales n. 126 e creata da Stan Lee (testi) e Steve Ditko (disegni).

## Caratteristiche
La Dimensione Oscura si presenta come un mondo psichedelico, fatto di oscurità frammista a esplosioni di luce, turbini, ponti energetici, ecc., in cui lo spazio e il tempo non seguono le stesse leggi del nostro mondo. Lo stregone Dormammu ne è diventato il padrone.

## Abitanti
Nella Dimensione Oscura vivono esseri umanoidi simili o identici agli umani. I più illustri abitanti sono lo stregone Dormammu, sua nipote Clea e sua sorella Umar. Clea come Umar ad esempio ha aspetto umano, Dormammu è invece caratterizzato da una testa infuocata.
Altri esseri che popolano la Dimensione Oscura sono i Senza-mente, organismi umanoidi dediti solo alla violenza e alla distruzione.